# Thérèse de Bavière
Thérèse de Bavière, princesse de Bavière (née le 12 novembre 1850 à Munich et morte le 19 septembre 1925 à Lindau) est une ethnologue, zoologiste et botaniste allemande. 

## Biographie
Thérèse Charlotte Marianne Auguste de Bavière est la troisième enfant et la seule fille du prince-régent Luitpold de Bavière et de la princesse Auguste-Ferdinande de Habsbourg-Toscane.
Bien qu'elle soit autorisée à suivre quelques cours publics destinés aux femmes, elle est instruite chez elle par des précepteurs avec ses trois frères, Louis, Léopold et Arnulf. Elle est particulièrement proche d'Arnulf, avec qui elle partage son intérêt pour la géographie . Thérèse fait preuve de prédispositions exceptionnelles pour l'apprentissage des langues étrangères, et est capable de parler et écrire couramment en douze langues. Elle apprend notamment le russe et le grec moderne avec Arnulf. Elle apprécie les mathématiques et s'enthousiasme pour les sciences naturelles, la botanique et la géographie. Elle aime aussi les activités sportives comme la natation, le vélo et l'escalade .
En 1864, alors qu'elle n'a que treize ans, sa mère meurt de la tuberculose. En tant que seule femme de la famille, Thérèse prend en main la gestion du foyer avec l'aide de sa tante .

## Travaux scientifiques
Thérèse fait de substantielles contributions à la géographie et à l'étude de la faune et de la flore. Ses travaux scientifiques s'étendent sur plus de trente ans, annonçant l'enthousiasme et le progrès de la science au XXe siècle . Son intérêt pour la géologie, la botanique, l'anthropologie et la zoologie la pousse à engager des tuteurs, comme les femmes ne sont à l'époque pas autorisées à étudier à l'université. Les femmes obtiennent ce droit en 1903, quand son père le prince-régent légalise leur admission.
En 1871, à l'âge de vingt-et-un ans, elle entame une série de voyages, d'abord en Italie et en Grèce, puis dans le reste de l'Europe, en Afrique du Nord, au Moyen-Orient et en Amérique. En 1888, elle visite le Brésil, en 1893, elle se rend en Amérique du Nord et au Mexique, et elle voyage en Amérique du Sud en 1898. Avant de visiter un pays, elle en étudie l'histoire, la géographie, la langue et la littérature . Elle voyage habituellement incognito et accompagnée d'un petit groupe de personnes, dont une dame de compagnie. Elle écrit des livres à propos de ses excursions où elle décrit l'histoire naturelle des endroits qu'elle a visité. Ses premiers travaux sont publiés sous pseudonyme "Th. v. Bayer".

## Œuvres
- Ausflug nach Tunis. 1880.
- Reiseeindrücke und Skizzen aus Russland. Stuttgart 1885.
- Über den Polarkreis. Leipzig 1889.
- Über einige Fischarten Mexicos und die Seen, in denen sie vorkommen. Wien 1895.
- Meine Reise in den Brasilianischen Tropen. Berlin 1897.
- Einiges über die Pueblo-Indianer. 1902.
- Reisestudien aus dem westlichen Südamerika. Berlin 1908.

## Ascendance
|  |                                            |  |  |  |  |  |  |  |  |  |  |  |  |
|  | 8. Maximilien Ier de Bavière               |  |  |  |  |  |  |  |  |  |  |  |  |
|  |                                            |  |  |  |  |  |  |  |  |  |  |  |  |
|  |                                            |  |  |  |  |  |  |  |  |  |  |  |  |
|  | 4. Louis Ier de Bavière                    |  |  |  |  |  |  |  |  |  |  |  |  |
|  |                                            |  |  |  |  |  |  |  |  |  |  |  |  |
|  |                                            |  |  |  |  |  |  |  |  |  |  |  |  |
|  | 9. Wilhelmine de Hesse-Darmstadt           |  |  |  |  |  |  |  |  |  |  |  |  |
|  |                                            |  |  |  |  |  |  |  |  |  |  |  |  |
|  |                                            |  |  |  |  |  |  |  |  |  |  |  |  |
|  | 2. Luitpold de Bavière                     |  |  |  |  |  |  |  |  |  |  |  |  |
|  |                                            |  |  |  |  |  |  |  |  |  |  |  |  |
|  |                                            |  |  |  |  |  |  |  |  |  |  |  |  |
|  | 10. Frédéric Ier de Saxe-Hildburghausen    |  |  |  |  |  |  |  |  |  |  |  |  |
|  |                                            |  |  |  |  |  |  |  |  |  |  |  |  |
|  |                                            |  |  |  |  |  |  |  |  |  |  |  |  |
|  | 5. Thérèse de Saxe-Hildburghausen          |  |  |  |  |  |  |  |  |  |  |  |  |
|  |                                            |  |  |  |  |  |  |  |  |  |  |  |  |
|  |                                            |  |  |  |  |  |  |  |  |  |  |  |  |
|  | 11. Charlotte de Mecklembourg-Strelitz     |  |  |  |  |  |  |  |  |  |  |  |  |
|  |                                            |  |  |  |  |  |  |  |  |  |  |  |  |
|  |                                            |  |  |  |  |  |  |  |  |  |  |  |  |
|  | 1. Thérèse de Bavière                      |  |  |  |  |  |  |  |  |  |  |  |  |
|  |                                            |  |  |  |  |  |  |  |  |  |  |  |  |
|  |                                            |  |  |  |  |  |  |  |  |  |  |  |  |
|  | 12. Ferdinand III de Toscane               |  |  |  |  |  |  |  |  |  |  |  |  |
|  |                                            |  |  |  |  |  |  |  |  |  |  |  |  |
|  |                                            |  |  |  |  |  |  |  |  |  |  |  |  |
|  | 6. Léopold II (grand-duc de Toscane)       |  |  |  |  |  |  |  |  |  |  |  |  |
|  |                                            |  |  |  |  |  |  |  |  |  |  |  |  |
|  |                                            |  |  |  |  |  |  |  |  |  |  |  |  |
|  | 13. Louise de Bourbon-Siciles (1773-1802)  |  |  |  |  |  |  |  |  |  |  |  |  |
|  |                                            |  |  |  |  |  |  |  |  |  |  |  |  |
|  |                                            |  |  |  |  |  |  |  |  |  |  |  |  |
|  | 3. Auguste-Ferdinande de Habsbourg-Toscane |  |  |  |  |  |  |  |  |  |  |  |  |
|  |                                            |  |  |  |  |  |  |  |  |  |  |  |  |
|  |                                            |  |  |  |  |  |  |  |  |  |  |  |  |
|  | 14. Maximilien de Saxe (1759-1838)         |  |  |  |  |  |  |  |  |  |  |  |  |
|  |                                            |  |  |  |  |  |  |  |  |  |  |  |  |
|  |                                            |  |  |  |  |  |  |  |  |  |  |  |  |
|  | 7. Marie de Saxe                           |  |  |  |  |  |  |  |  |  |  |  |  |
|  |                                            |  |  |  |  |  |  |  |  |  |  |  |  |
|  |                                            |  |  |  |  |  |  |  |  |  |  |  |  |
|  | 15. Caroline de Bourbon-Parme              |  |  |  |  |  |  |  |  |  |  |  |  |
|  |                                            |  |  |  |  |  |  |  |  |  |  |  |  |
|  |                                            |  |  |  |  |  |  |  |  |  |  |  |  |